# Škoda 154
Škoda 154 – pojazd samochodowy marki Škoda produkowany w latach 1929–1931 jako ciężarówka lub wóz straży pożarnej na Czechosłowacji. W sumie zostało wyprodukowanych 750 egzemplarzy. Jego maksymalna prędkość wynosiła 60 km/h. Wyposażony był w czterocylindrowy silnik o mocy 22 kW (30 KM) chłodzony cieczą.